# That Little Ol’ Band from Texas
That Little Ol' Band from Texas (англ. Та маленькая старая добрая группа из Техаса) — документальный фильм об истории группы ZZ Top и её участниках с момента образования группы и в основном, до середины 1980-х годов, вышедший в 2019 году. В 2021 году фильм был номинирован на Грэмми в номинации Лучший музыкальный фильм

## О фильме
Название фильма That Little Ol' Band from Texas — неофициальное название группы ZZ Top, которое придумал продюсер Билл Хэм в ранние годы существования группы, услышав как её назвал в эфире радиоведущий. Впоследствии это название широко распространилось в прессе и среди поклонников. 
Фильм представляет собой историю группы, начиная от их скромных выступлений в барах до статуса международных суперзвёзд. Фильм содержит глубокие интервью с участниками группы каждым по отдельности, беседы с известными фанатами (такими как например фронтмен Queens of the Stone Age Джош Хомме и актёр Билли Боб Торнтон), редкие архивные кадры ранних ZZ Top и фрагменты выступления группы в Gruene Hall в Техасе, где записывался альбом Raw (2022). Режиссёр популярных видеоклипов эпохи MTV Тим Ньюман рассказывает о секретах их создания, а звукооператор, продюсер Терри Мэннинг о работе с группой в студии. 
Несмотря на то, что в фильме есть некоторые откровения и признания (так, Фрэнк Бирд утверждает, что свой первый крупный гонорар он до копейки потратил на наркотики), в целом, ничего особо нового он о группе не рассказывает. «„That Little Ol' Band From Texas“ мало что раскрывает из того, кем являются Билли Гиббонс и Дасти Хилл за кулисами. У них есть жёны? Дети? Харлей-Дэвидсон? Скрытая одержимость средневековой поэзией? Мы понятия не имеем», но вместе с тем, обозреватель высказывает мнение о том, что это намеренный шаг режиссёра для сохранения таинственного образа группы , созданного ещё Биллом Хэмом 
Фильм доступен на Netflix; издания на DVD и Blu-ray включают дополнительные 18 минут записи в Gruene Hall, а также фрагменты концертных клипов 1976 и 1981 годов, взятых из архивов менеджера группы и продюсера Билла Хэма. Кадры из Gruene Hall содержат песни Shuffle In C/Fannie Mae (отсылающей к первой встрече музыкантов, когда они несколько часов играли шаффл в до мажоре и поняли, что между ними есть понимание), La Grange, Brown Sugar и Blue Jean Blues. Архивные записи длятся 17 минут и на них можно услышать концертные версии Thunderbird, Tush, Beer Drinkers & Hell Raisers, I’m Bad, I’m Nationwide и Manic Mechanic . 
Билли Гиббонс отозвался о фильме: 
Какое наслаждение! Поначалу попытаться уместить пять десятилетий в 90-минутный фильм казалась довольно сложной задачей. Однако, углубившись в архив, режиссёр Сэм Данн в увлекательной манере собрал воедино байки о нашей группе. По факту просмотр финальной версии был чем-то вроде реального путешествия во времени. Это 90-минутный монтаж ZZ с точностью до минуты.
Фильм снимался известной компанией Banger Films, на счету которой например удостоенный премий Peabody и International Emmy Award сериал Netflix Hip-Hop Evolution, а также фильмы Iron Maiden Flight 666 и En Vivo! 